# Тепловое реле
Тепловое реле (англ. thermal relay) - реле, которое реагирует на изменение тепловых величин (температуры, теплового потока и т.п.).

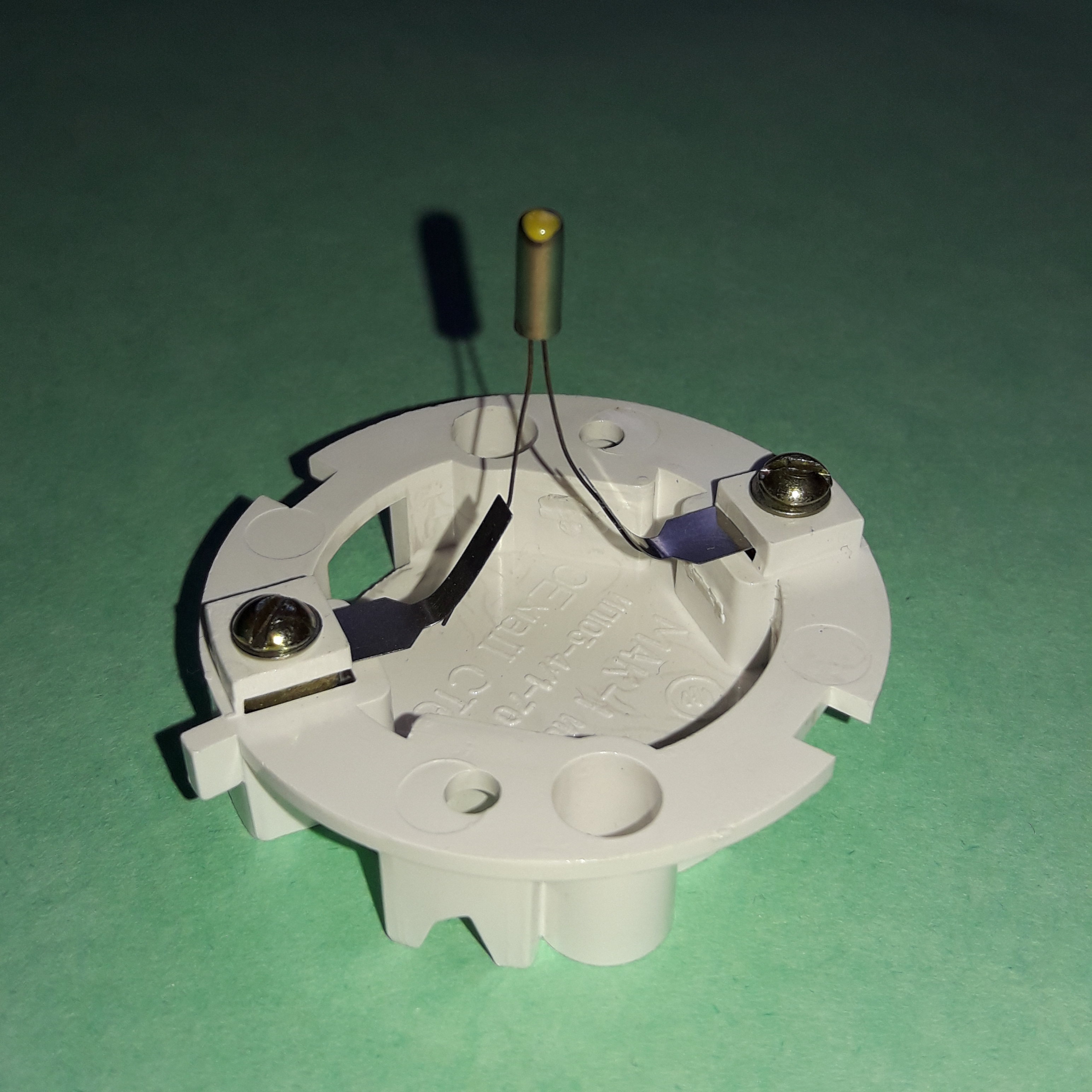
Тепловое реле в пожарном тепловом извещателе (крышка снята)

Существуют тепловые реле основанные на механических, электрических, оптических и акустических принципах действия. 
Тепловые реле основанные на механическом принципе, используют либо линейное или объемное расширение, либо переход веществ из твердого в жидкое или из жидкого в газообразное состояние, либо изменение плотности или вязкости газов.
Тепловые реле использующие линейное расширение состоят из двух стержней (или трубки и внутреннего стержня), изготовленных из материалов с различным температурным коэффициентом линейного расширения. Разность удлинений стержней (или трубки и стержня) увеличивается с помощью рычага 4, который приводит в действие подвижный контакт группы контактов 2 (см. Рис.) 
Широко распространены биметаллические тепловые реле, у которых пластина, состоящая из двух слоев металла, обладающих различными коэффициентами линейного расширения, и закрепленная одним концом, изгибается свободным концом в сторону металла с меньшим коэффициентом линейного расширения. Свободный конец пластины связан с подвижным контактом, который при заданной температуре замыкает электрическую цепь. Используются связка различных металлов: латунь-инвар, сталь-инвар и т.д. Биметаллическая пластина чаще всего выполняется в виде плоской пластинки, а иногда в виде плоской или винтовой спирали.

Тепловые реле использующие объемное расширение, имеют резервуар (ампулу), наполненный жидкостью (например ртутью) или газом. Ртуть, расширяясь, поднимается по трубке, соединенной с ампулой, доходит при заданной температуре до неподвижного контакта, впаянного в трубку и замыкает управляемую цепь. При нагревании газа нагревательным элементом в резервуаре, ртуть вытесняется и размыкает контакты.      

В тепловых реле использующих переход веществ (обычно металлов) из твердого состояния в жидкое, конец стержня с лопаткой, находящихся под действием пружины, вставлен в некоторый объем легкоплавкого вещества. При повышении температуры в камере до температуры плавления вещества пружина выдергивает (или поворачивает) стержень и замыкает контакт.

В тепловых реле, у которых используется переход из веществ из жидкого состояния в газообразное, имеется баллон, наполненный легкоиспаряющейся жидкостью (например хлористый этил - для температуры от 40° до 160°С и хлористый метил - от 0° до 150°С) и соединенная капиллярной трубкой (длинной до 10 м) с манометрическим элементом (коробкой с мембраной или сильфоном). Капиллярная трубка заполнена передаточной мало испаряющейся и мало сжимаемой жидкостью - смесью глицерина, этилового спирта и воды или гликоля и винного спирта. При повышении температуры баллона жидкость, заключенная в ней, испаряясь, вызывает повышение давления паров, которое через жидкость, заполняющую капиллярную трубку, передается сильфону. Последний перемещается и воздействует при этом на ртутный контакт.  

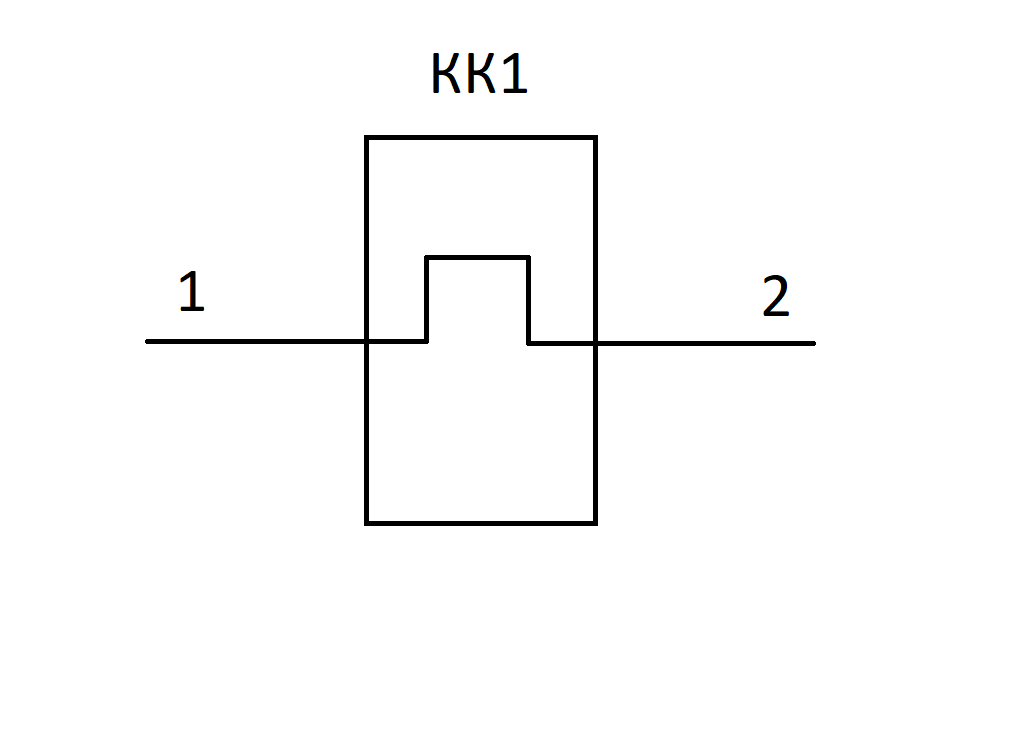
Условное графическое изображение теплового реле согласно ЕСКД

Тепловые реле, использующие зависимость плотности газа от температуры, состоят из маленького насоса, засасывающего в единицу времени постоянное количество воздуха через сужение, находящееся в месте, где контролируется температура. Изменение перепада давления после сужения пропорционально контролируемой температуре.
Тепловые реле использующие оптические принципы, применяются для измерения температуры движущихся тел или очень высоких температур.  Поток энергии, попадающий на тепловой воспринимающий орган, пропорционален {\displaystyle (T_{x}^{4}-T_{0}^{4})} где {\displaystyle T_{x}}- температура контролируемого тела, {\displaystyle T_{0}}- температура воспринимающего элемента. В случае оптического воспринимающего органа используется либо весь спектр излучения, падающий на воспринимающий орган, либо только его часть, пропущенная через соответствующий светофильтр. 
Тепловые реле основанные на электрических принципах, используют изменение удельного сопротивления проводниковых либо полупроводниковых материалов, изменение диэлектрической постоянной или магнитной проницаемости или термоЭДС в зависимости от изменения температуры.  
Тепловые реле работающие на изменении удельного сопротивления, имеют проводниковое или полупроводниковое сопротивление (термосопротивление, термистор), включенное обычно в качестве плеча дифференциальной или мостовой схемы.

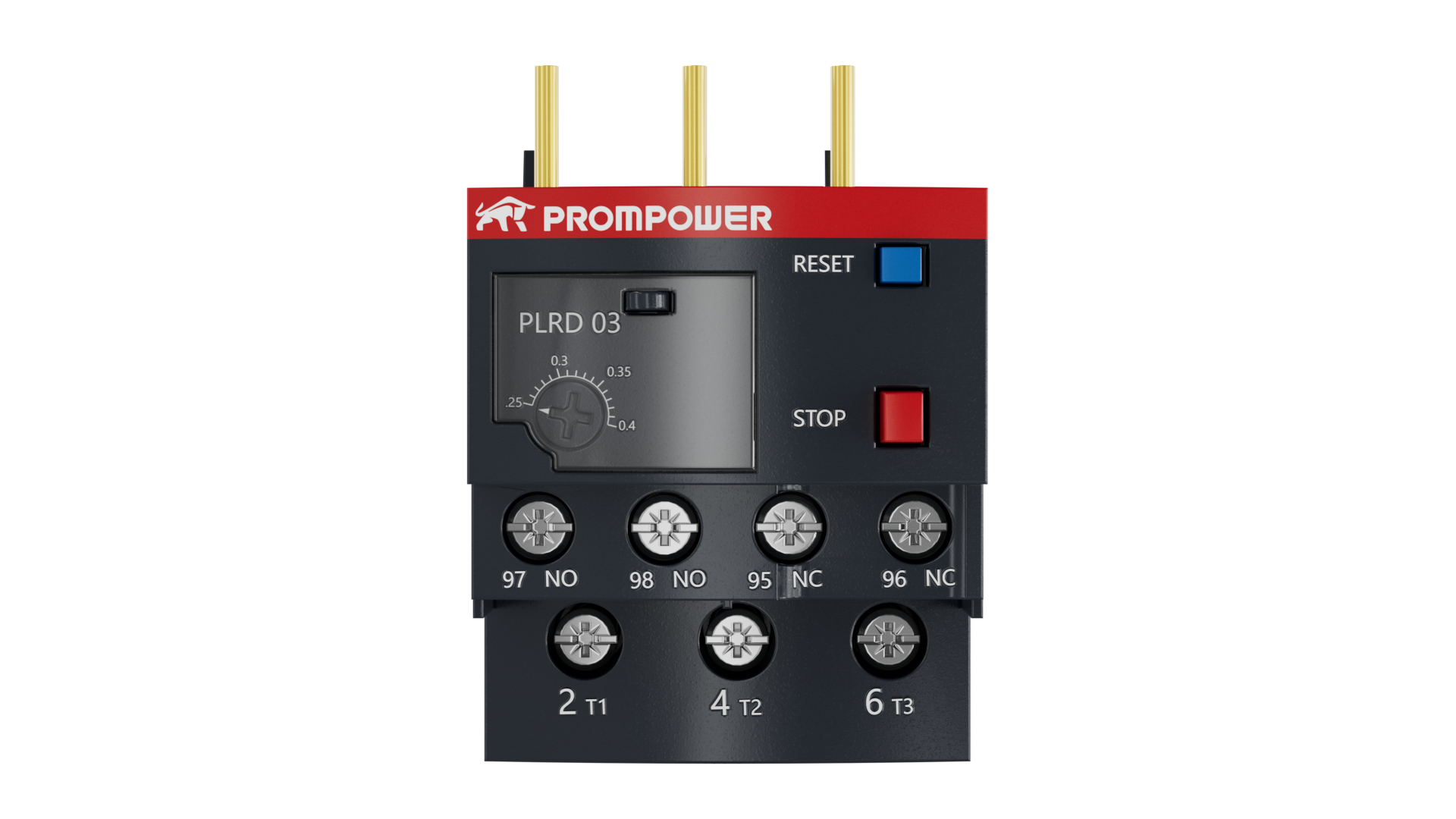
Тепловое реле

Иногда используют нелинейность вольтамперных характеристик полупроводниковых термосопротивлений (термисторов), вызывающую скачкообразное изменение тока (релейный эффект) в цепи, в которую включено полупроводниковое сопротивление.  
Тепловые реле основанные на изменении диэлектрической постоянной, имеют конденсатор с диэлектриком, резко меняющую свою диэлектрическую постоянную при изменении температуры в заданных пределах. Конденсатор включается в цепь переменного тока последовательно с нагрузкой или в контур генератора электрических колебаний. При достижении заданной температуры происходит резкое изменение тока в цепи нагрузки либо срыв колебаний генератора.  
Тепловые реле работающие на изменении магнитной проницаемости, имеют сердечник из ферромагнитного сплава, точка Кюри которого соответствует (или близка) заданному значению температуры срабатывания. Обмотка сердечника включена в цепь переменного тока последовательно с нагрузкой или в контур генератора электрических колебаний. При достижении заданной температуры в цепи нагрузки резко изменяется либо происходит срыв колебаний генератора.   
Тепловые реле, использующие изменение величины термоЭДС в зависимости от температуры горячего спая термопары, состоят из термопары и высокочувствительного электрического реле, срабатывающего при достижении температурой (и, следовательно, термоЭДС) заданного значения. Для усиления ЭДС, подводимой к электрическому реле, используют усилителя постоянного или переменного (с предварительной модуляцией и последующей демодуляцией) тока, термопары из полупроводниковых материалов или помещают горячий спай в магнитное поле.  
Тепловые реле , использующие акустические принципы не нашли применения в промышленности.  